# Regla no escrita
Una regla no-escrita se refiere a una práctica habitual bien establecida dentro de una sociedad o un grupo específico de personas de la misma. Las reglas no escritas forman parte de los códigos de conducta informales y cultura organizacional. Las reglas no escritas se contraponen, a las normas escritas o reglamentos. Los reglamentos por ser escritos, concretos e identificables pueden ser analizados, debatidos y modificados. En cambio las reglas no escritas, pueden no ser demasiado explícitas e incluso difíciles de identificar en algunos casos. Con frecuencia las reglas no escritas, son maneras de proceder que se siguen mediante un argumento lógico de alguna asunción tácita.
Las reglas no escritas pueden cubrir desde conductas positivas que informalmente constituyen una práctica útil de aplicación de normas escritas explícitas, que en su forma escrita son algo ambiguas o incompletas, hasta malas prácticas que amparan el abuso de poder o incluso actitudes machistas. En realidad, una constante a lo largo de las legislaciones y normativas a lo largo del siglo XX, fue redactar procedimientos más explícitos y códigos de buenas prácticas donde la manera de proceder fuera clara, no ambigua y explícita con el fin de poder identificar problemas concretos. Por otro lado, las reglas no escritas en general pueden provocar problemas no fácilmente identificables al no constar en ningún lado como se está procediendo en situaciones concretas.

## Ejemplos
- Un ejemplo ampliamente conocido, es que se espera que el capitán de un barco sea la última persona en ser evacuada en un desastre náutico.

- Otro ejemplo de la cultura popular, mencionado por Vince Waldron es que "Una mascota, al que se ya se la ha dado un nombre, se convierte instantáneamente en un miembro inseparable de la familia."[3]

- En muchos lugares de trabajo, la evidencia empírica ha permitido identificar que algunas reglas no escritas tienen un efecto significativo en la satisfacción con el trabajo, las oportunidades de promoción y la trayectoria laboral.
- El club de fútbol escocés Rangers hasta 1989 tuvo como regla no escrita, no contratar a ningún jugador que fuera abiertamente católico.[4] De manera similar, el Yorkshire County Cricket Club tuvo históricamente una regla no escrita por la cual los jugadores de cricket sólo podían jugar para ellos si habían nacido dentro de las fronteras del condado de Yorkshire.[5]